# ریچارد برگمن
ریچارد برگمن (انگلیسی: Richard Bergmann؛ ۱۰ آوریل ۱۹۱۹ – ۵ آوریل ۱۹۷۰) یک بازیکن تنیس اهل اتریش بود.
وی در مسابقات کشوری و بین‌المللی در مجموع برنده ۷ مدال طلا، ۶ مدال نقره، ۹ مدال برنز شده‌است.